# Ababil
Die Ababil (persisch ابابیل) ist ein iranische einmotorige, taktische Mehrzweck-Drohne, die von der Iran Aircraft Manufacturing Industrial Company (HESA) hergestellt wird. Die Ababil gibt es in fünf Hauptlinien, wobei die Ababil-2 in verschiedenen Varianten erhältlich ist. Sie gilt als kostengünstige Drohne mit geringer Technologie und großer Reichweite. Der Name entstammt der Sure 105 und bezeichnet dort Vögel (arab. Abābīl), die ein Heer mit berittenen Elefanten besiegten.

## Technische Angaben
Die Drohne ist als Canard konstruiert. Sie ist etwa 2,90 Meter lang und hat 3,50 Meter Spannweite. Sie hat einen Einsatzradius von bis zu 150 km und kann eine Nutzlast von bis zu 45 kg transportieren. Der Typ Ababil-3 erreicht eine Höchstgeschwindigkeit von 200 km/h und eine Dienstgipfelhöhe bis zu 5.000 Metern. Die Drohne wird von einem Umlaufmotor angetrieben und von einem Katapult aus gestartet, falls erforderlich mit Hilfe einer Rakete. Zunächst wurde es zur Flugabwehr verwendet, später zur Aufklärung und für Luftangriffe eingesetzt. Im Jahre 2022 setzte der Iran die Ababil-4 bei Militärübungen und Militärparaden ein, veröffentlichte aber nur wenige Informationen darüber. Diese Drohne hat eine größere Reichweite und Einsatzdauer als die Ababil-3 und wird in Aufklärungs-, Überwachungs- und Kampfeinsätzen eingesetzt. Ababil-5 wurde erstmals am 18. April 2022 am Tag der iranischen Armee vorgestellt.
Die mit zwei Heckflügeln ausgestattete Variante Ababil-T, selbst eine Ababil-2-Variante, soll einen Sprengkopf tragen und in ein fixiertes Ziel fliegen können (Kamikaze-Drohne). Die Huthi-Rebellen nennen die Drohne Qasef-1. Die libanesische Hisbollah-Miliz soll laut ihrem Anführer Hassan Nasrallah mit Ababil Kamikaze-Drohnen ausgerüstet sein. Sie werden dort Mirsad-1 genannt.

## Varianten

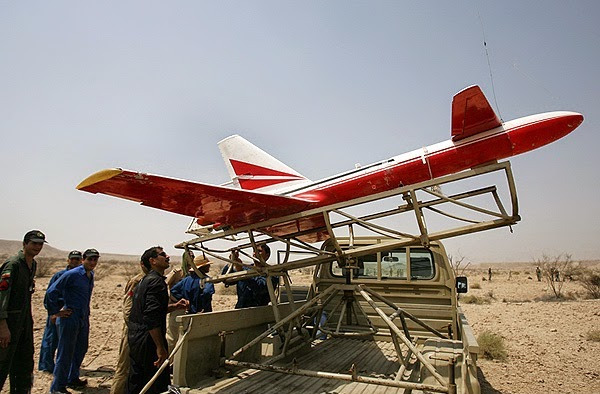
Eine iranische Ababil-B auf einer JATO-Trägerrakete

### Ababil-1
Die Ababil-1 war eine unbekannte, in den 1980er Jahren gebaute Loitering-Munition. Ihre Spezifikationen sind unbekannt, es gibt keine bekannten Fotos, und es ist nicht bekannt, ob sie jemals im Kampf eingesetzt wurde. Die Ababil-1 sei im Wesentlichen ein Prototyp oder eine Vorserienversion der Ababil-2 sei. Sie wird als Selbstmorddrohne mit 40 kg Sprengstoff beschrieben.

### Ababil-2

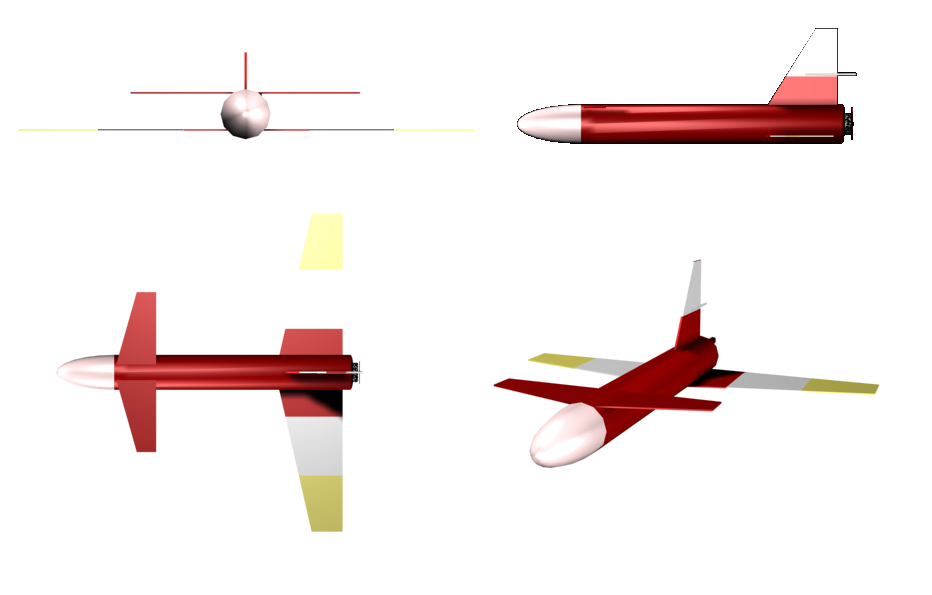
Künstlerische Darstellung der Ababil-2

Der Ababil-2 verfügt über ein verbessertes Flugsteuerungssystem. Jane's berichtet, dass der Ababil-2 seinen Erstflug 1997 absolvierte, während Galen Wright schreibt, dass die Produktion 1992 begann. Beide Quellen stimmen darin überein, dass der Ababil-2 1999 der Öffentlichkeit vorgestellt wurde.

Die Ababil-2 hat einen zylindrischen Rumpf, eine gepfeilte Seitenflosse und ein Schubtriebwerk. Angetrieben wird sie von einem einfachen zweiblättrigen Schubpropeller mit Heckflügel und einem Canard-Vorbau für gute Strömungsabriss-, Stabilitäts- und Manövriereigenschaften. Alle Varianten sind in Metallbauweise gefertigt, mit Ausnahme der Ababil-T, die aus Verbundwerkstoff (Glasfaser) besteht. Die Ababil-2 kann von einer JATO-Plattform oder einer pneumatischen LKW-Startanlage vom Typ Mercedes-Benz 911 gestartet werden.

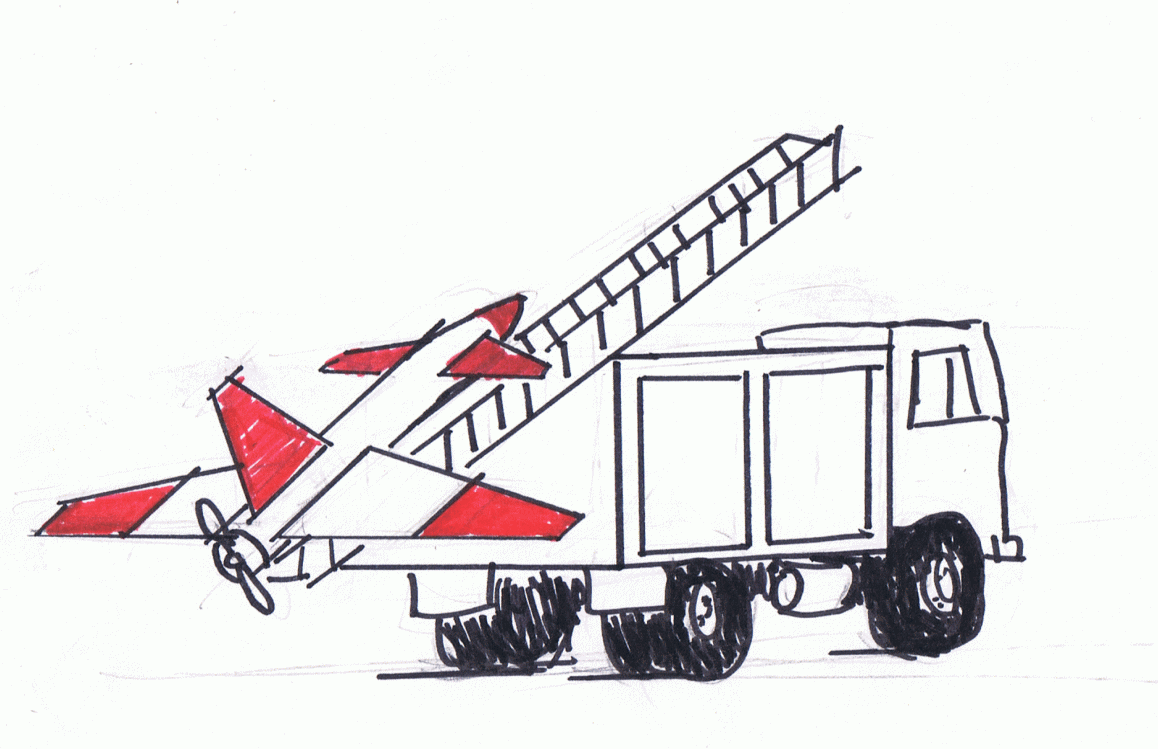
Künstlerische Darstellung eines Ababil-R, der von einem pneumatischen LKW-Werfer gestartet wird.

#### Zieldrohne
Die am weitesten verbreitete Ababil-2-Variante ist eine Zieldrohnenvariante, die zur Ausbildung von Luftabwehrteams eingesetzt wird. Der Name der Ababil-Varianten ist unklar, aber Jane's berichtet, dass diese Variante Ababil-B heißt. Die Nutzlasten der Ababil-B sind akustische Fehldistanzanzeiger, Infrarotgeräte und Radarreflektoren.

#### Doppelschwanzvariante
Von der Ababil-2 gibt es auch eine zweiheckige Kurz-/Mittelstrecken-Angriffsvariante, die auch in einigen Quellen Ababil-T genannt wird.

#### Qasef-1
Die Qasef-1-Drohne wurde ausschließlich von den jemenitischen Houthi-Rebellen eingesetzt. Die Loitering-Munition-Varianten Qasef-1 und Qasef-2K basieren design- und leistungstechnisch auf der Ababel-T. Die Wasef-1 hat eine Reichweite von 200 km. Sie verfügt über Segelpropellerblätter, einen Zweizylinder-Benzinmotor mit der Bezeichnung "DLE", einem Vertikalen Gyroskop Modell V10, einem Hitec HS-7955TG Titanium Gear Servomotor, einer Bahar-Box mit einem Navior-Satellitenkompass mit einem MINMAX-DC-Ausgangskonverter.

### Ababil-3

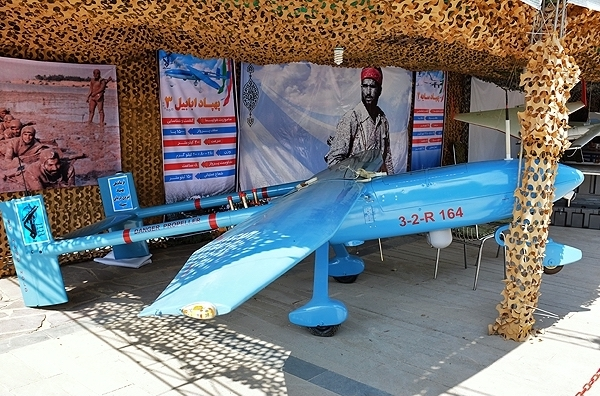
Ababil-3 auf einer Waffenausstellung im Iran

Die Ababil-3 ist eine völlige Neukonstruktion der Ababil mit einer verbesserten Zelle, die ausschließlich für Überwachungszwecke eingesetzt wird: Sie trägt bessere Ausrüstung und kann länger in der Luft bleiben. The National Interest geht davon aus, dass die Ababil-3 auf der südafrikanischen Denel Dynamics Seeker basiert, möglicherweise insbesondere auf dem Modell Seeker-2D. Sie wird stärker exportiert als die Ababil-2 und ging nachweislich 2008 in Produktion, wobei bestimmte Teile bis 2006 hergestellt wurden. Die offizielle Vorstellung erfolgte 2010.
Die Ababil-3 hat einen zylindrischen Rumpf mit oben angebrachten Flügeln und einem H-förmigen Doppelausleger am Rumpfende. Die Flügel sind rechteckig und verjüngen sich nach der Hälfte ihrer Länge zu den Flügelspitzen hin. Die Flügelspannweite der Ababil-3 beträgt etwa 5-7 Metern, verglichen mit 3 Metern bei der Ababil-2. Sie nutzt einen Motor der deutschen Firma Limbach Flugmotoren. Andere Quellen legen nahe, dass die Ababil-3 von chinesischen oder iranischen Klonen des L550 angetrieben wird. Teile der Ababil-3 wurden von irischen Rüstungsunternehmen bezogen.  Die Ababil-3 ist mit der RQ-2 vergleichbar.
Im Jahr 2014 gab der Iran bekannt, Nachtsichtfähigkeiten für die Ababil-3 entwickelt zu haben. Frühere Ababil-Varianten waren tagsüber am effektivsten. Seit 2020 verfügt der Iran über bewaffnete Versionen der Ababil-3-Drohne.
Die Flugdistanz beträgt zwischen 100 und 250 Kilometern, die Flugzeit zwischen 4 und 8 Stunden. Die bewaffneten Variante könnte zwei präzisionsgelenkte Bomben mit einem Gesamtgewicht von 2,4 Kilogramm und einer Reichweite von 6 Kilometern oder gelenkte Panzerabwehrraketen mit einer Reichweite von 8 Kilometern tragen.

### Ababil-4
Bis 2022 setzte der Iran die Ababil-4 bei Militärübungen und Militärparaden ein, veröffentlichte aber nur wenige Informationen darüber. Diese Drohne hat eine größere Reichweite und Einsatzdauer als die Ababil-3 und wird in Aufklärungs-, Überwachungs- und Kampfeinsätzen eingesetzt.

### Ababil-5
Die Ababil-5 wurde erstmals am 18. April 2022 am Tag der iranischen Armee vorgestellt. Es verfügt über einen Rotax-915-Motor (oder ein ähnliches Modell) mit 141 PS. Die Ababil-5-Drohne hat eine Flugdauer von 12 Stunden im Kampfmodus und bis zu 24 Stunden im Aufklärungsmodus. Sie kann vier gelenkte Panzerabwehrraketen (Almas-Serie) mit einer Reichweite von 10 Kilometern oder sechs präzisionsgelenkte Qaem-1-Bomben mit einem Gewicht von 12,5 Kilogramm und einer Reichweite von 40 Kilometern oder vier Qaem-5 mit einem Gewicht von 20 Kilogramm und einer Reichweite von 40 Kilometern tragen. Die Drohne wird in Aufklärungs- und Überwachungs- sowie Kampffunktionen eingesetzt.

## Einsätze

### Irak
Mit der Entwicklung von Ababil wurde bereits in den 1980er Jahren begonnen. Im Irakkrieg zerstörte ein US-Kampfflugzeug 2009 eine iranische Ababil über dem Irak.

### Libanon

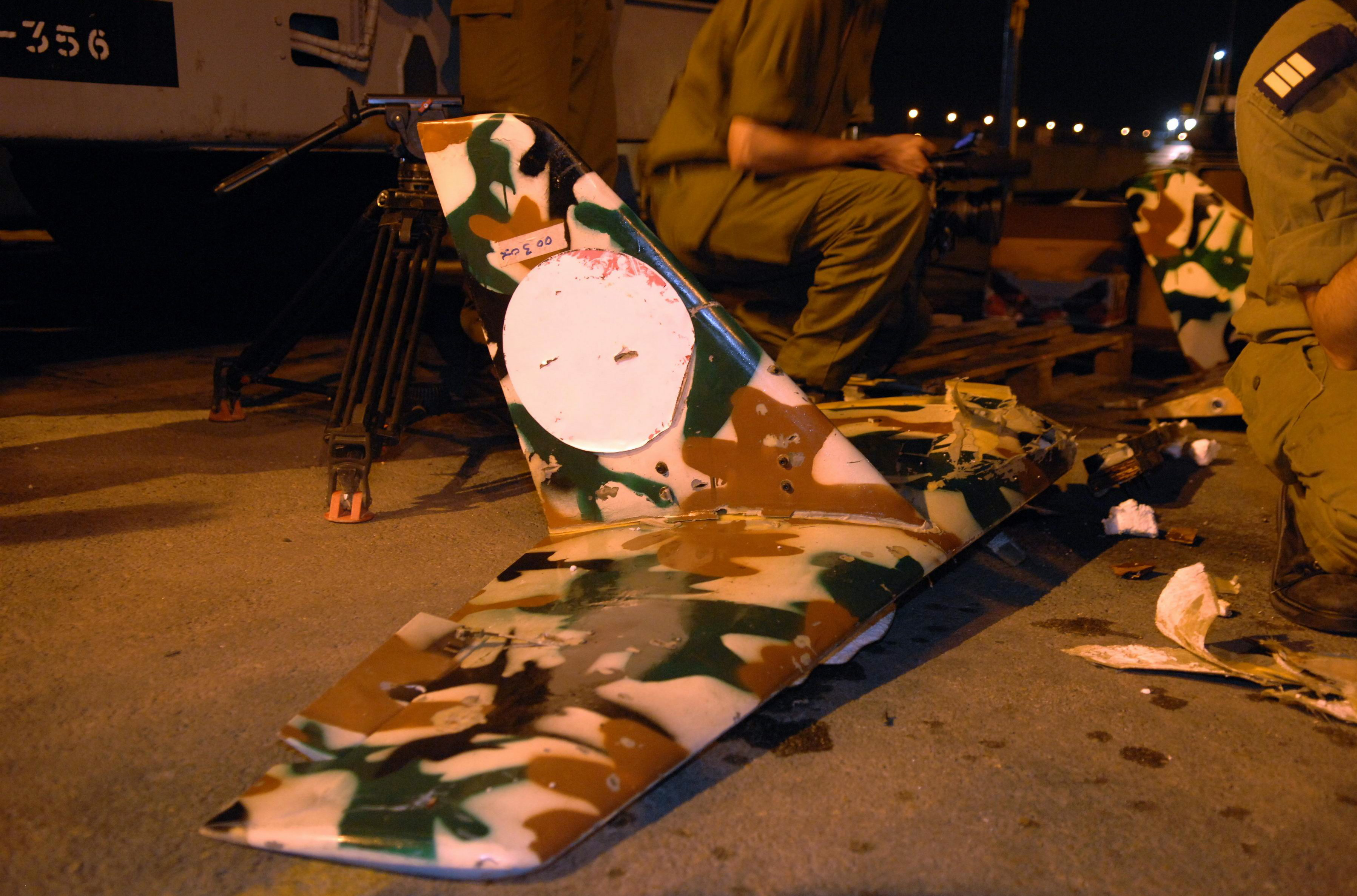
Leitwerk einer am 7. August 2006 von der israelischen Armee abgeschossenen Drohne im Einsatz der Hisbollah

Die Hisbollah erwarb 2002 Ababil-2-Drohnen (zweischwänzige Variante) und betrieb sie unter der Bezeichnung Mirsad-1. Im Libanonkrieg 2006 lieferte der Iran Drohnen dieses Typs an die Hisbollah, die diese im Kampf gegen Israel unter der Bezeichnung Mirsad 1 zur Aufklärung oder als Marschflugkörper einsetzt. Am 7. August 2006 hat ein israelisches Kampfflugzeug vom Typ F-16 eine Drohne dieses Typs 10 km vor der Küste von Haifa mit einer Python-5 abgeschossen (siehe Bild rechts).

### Sudan
Auch die sudanesische Luftwaffe verfügt über eine unbekannte Anzahl von Ababil-Drohnen. Im Jahr 2008 stürzte eine Ababil-3 während einer Überwachungsmission ab oder wurde abgeschossen.

### Gaza
Bei einer Parade der Hamas in Gaza am 14. Dezember 2014 zur Feier des 27-jährigen Bestehens der Organisation sichtete die israelische Luftwaffe eine Drohne vom Typ Ababil.

## Technische Daten
| Kenngröße             | HESA Ababil-2 (AB2) | HESA Ababil-3 (AB3)                        |
| --------------------- | ------------------- | ------------------------------------------ |
| Länge                 | 2,8 m               | 3,5 m                                      |
| Spannweite            | 3,25 m              | 5 m                                        |
| Höhe                  | unbekannt           | 1 m                                        |
| Leermasse             | ca. 30 kg           | unbekannt                                  |
| max. Startmasse       | 83 kg               | unbekannt                                  |
| Nutzlast              | 40 kg               | unbekannt                                  |
| Marschgeschwindigkeit | 250–305 km/h        | unbekannt                                  |
| max. Geschwindigkeit  | unbekannt           | 200 km/h                                   |
| Dienstgipfelhöhe      | 3000+ m             | 5000 m                                     |
| Einsatzradius         | unbekannt           | 100 km                                     |
| max. Flugdauer        | 1 ¼ – 2 h           | 4 h                                        |
| Avionik               | unbekannt           | nachtsichtfähige, elektro-optische Kameras |

## Nutzer
- Iran
  - Luftwaffe der iranischen Revolutionsgarden
  - Iranische Luftwaffe
  - Iranisches Heer
- Irak
  - Volksmobilisierungseinheiten
    - Kata’ib Hesbollah[32]
- Sudan
- Syrien
  - Syrisches Heer[33]
- Libanon
  -  Hisbollah
- Palästina
  -  Hamas[34]
- Jemen
  - Huthi-Rebellen[35]